# Bittere Limonen
Bittere Limonen – Erlebtes Cypern (orig.: Bitter Lemons) ist ein von Lawrence Durrell in den 1950er Jahren auf Zypern verfasster Reisebericht, der neben Natur und Menschen ebenso die politische Lage der damaligen Zeit schildert. Das Buch wurde mit dem Duff Cooper Award ausgezeichnet.

## Einstieg in das Buch
Durrell gelangte als Englischlehrer im Auftrag der britischen Regierung nach Zypern, als die Insel noch Kronkolonie war. Als Kenner der mediterranen Welt und ihrer Gebräuche, der die griechische Sprache beherrschte, war für ihn der Einstieg in das müßige Inselleben nicht schwer. Er gewann das Vertrauen der Inselbewohner und wurde als der Engländer aufgenommen.

## Sprache und Stil
Durrell vermag das Zusammenspiel von Menschen, Landschaft, Geschichte, die politische Situation und das Miteinander von Griechen und Türken in einer poetisch dichten Sprache darzustellen. Die ausführlichen farbenreichen Erklärungen über Botanik und Geographie entführen den Leser in eine geradezu märchenhafte Atmosphäre.

## Inhalt
Nach seinem Dienst in Belgrad nimmt der Autor Urlaub auf der Mittelmeerinsel. Er schildert eingehend den Kauf eines Hauses, das er reparieren lässt. Als er knapp bei Kasse ist, verdingt er sich an der örtlichen Schule als Englischlehrer. Nach einem Jahr arbeitet er als Pressesprecher der Kolonie. Er verbringt Zeit in der Dorftaverne, im türkischen Café, am Strand, unterhält sich mit dem Muezzin, mit Großbeamten, mit seinen Schülern, mit Jägern, mit Intellektuellen... und zeigt dabei hintergründig den politischen Konflikt zwischen Briten, Griechen und Türken auf. Aus Dialogen ergibt sich ein Bild des Inselbewohners, dem es an nichts fehlen muss. Durrell stellt geschickt den Kontrast zwischen der heilen Welt dar, die sich im Alltag zeigt, und dem Einfluss Griechenlands, der nach seiner Sicht zu Unruhen und schließlich zum Anschluss ans Festland führt. 
Auf den letzten Seiten spitzt sich die Lage durch Bombenanschläge griechischer Nationalisten und Schießereien auf offener Straße weiter zu. An dieser Stelle gibt sich der britische Beamte Lawrence Durrell als ein Zypriot, der dennoch unparteiisch bleibt. Er reist an jenem Tag ab, als der Freiheitskämpfer der EOKA Karaolis gehängt werden soll. Die Zyperngriechen sind in großer Trauer und haben nicht die Kraft, ihren englischen Freund zu verabschieden. So unscheinbar wie er die Insel vor Jahren betrat, verlässt er sie im Stillen.